# 李英美
李 英美（り ひでみ、朝: 이영미, 1977年 - ）は、日本の編集技師。

## 経歴
1977年、愛知県に生まれる。法政大学文学部を卒業したのち、日本映画学校にて編集を学ぶ。

## フィルモグラフィー

### 映画
- 今度の日曜日に（けんもち聡監督/2009年）
- 落語物語（林家しん平監督/2011年）
- 監督失格（平野勝之監督/2011年）
- 東京公園（青山真治監督/2011年）
- ポテチ（中村義洋監督/2012年）
- サクライロ（斎藤工監督/2012年）
- ヱヴァンゲリヲン新劇場版:Q（庵野秀明総監督/2012年）
- 巨神兵東京に現わる 劇場版（樋口真嗣監督/2012年）
- すーちゃん まいちゃん さわ子さん（御法川修監督/2013年）
- 震える（関谷崇監督/2014年）
- 銀の匙 Silver Spoon（吉田恵輔監督/2014年）
- クローバー（古澤健監督/2014年）
- ねもしすたぁ（根本宗子監督/2015年）
- ディストラクション・ベイビーズ（真利子哲也監督/2016年）
- ラストレシピ〜麒麟の舌の記憶〜（滝田洋二郎監督/2017年）
- 北の桜守（滝田洋二郎監督/2018年）
- スパイの妻〈劇場版〉（黒沢清監督/2020年）
- もっと超越した所へ。（山岸聖太監督/2022年）

### テレビ
- MM9-MONSTER MAGNITUDE- 第7,8話（毎日放送/2010年）
- ハゲタカ SPECIAL EDITION（NHK総合/2010年）
- ゴールデンスランバー地上波放送（フジテレビ/2011年）
- 青山ワンセグ開発 メタロー～キオクころころ（青山真治監督/2012年）
- プレミアムステージ (BSプレミアム) 狂人なおもて往生をとぐ～昔、僕達は愛した～（NHK BSプレミアム/2015年）
- プレミアムステージ (BSプレミアム) わたしの星（NHK BSプレミアム/2015年）
- プレミアムステージ (BSプレミアム) 私のエディット（NHK BSプレミアム/2015年）
- 美の壺 京の鱧尽くし（NHK BSプレミアム/2015年）
- TOMORROW (テレビ番組) あの日、音のない世界で（NHK BS1/2015年）
- 日経スペシャル ガイアの夜明け 働き方が変わる！第11弾 "知らない町"で生きる！（テレビ東京/2015年）
- TOKYOディープ! ゆったりと時が流れる上野桜木（NHK BSプレミアム/2016年）
- BS朝日ザ・ドキュメンタリー 3.11から5年　中村雅俊が見た被災地の今　～ワスレナイ…そして未来へ～（BS朝日/2016年）
- 夢の扉+ 噴火は予知できる？～火山内部を透視する“レントゲン”（TBS/2016年）
- 日経スペシャル カンブリア宮殿 こだわり野菜をもっとニッポンの食卓へ！ ～進化し続ける野菜宅配ビジネス～（テレビ東京/2016年）
- 幻解!超常ファイル ダークサイド・ミステリー File-17 超能力捜査の謎に迫る!&究極UFOvs解析プロフェッショナル（NHK BSプレミアム/2016年）
- 美の壺 涼を味わう　かき氷（NHK BSプレミアム/2016年）
- ザ・ノンフィクション 触れられたくない過去（フジテレビ/2018年）
- 極上！スイーツマジック 満開！さくらスイーツ（NHK BSプレミアム/2018年）
- 極上！スイーツマジック ビタミンカラーで元気をチャージ！（NHK BSプレミアム/2019年）

### PV
- サクライロ（塩崎遵監督/2012年）
- Re:Dial（村上隆監督/2013年）
- 6♥Princess by Takashi Murakami for Shu Uemura（村上隆監督/2013年）

### web
- ゴールデンスランバー ビハインドストーリー 首相暗殺事件、その視聴者（中村義洋監督/2009年）
- 24時間女優－待つ女－ 第3話（山本透監督/2013年）
- 日本アニメ（ーター）見本市（スタジオカラー・ドワンゴ/2014年~2015年）

## 受賞歴
- 2019年 第42回日本アカデミー賞：優秀編集賞『北の桜守』
- 2020年 第30回日本映画批評家大賞:編集賞（浦岡敬一賞）『スパイの妻』[2]